# 1950
1950 (MCML) var ett normalår som började en söndag i den gregorianska kalendern.

## Händelser

### Januari

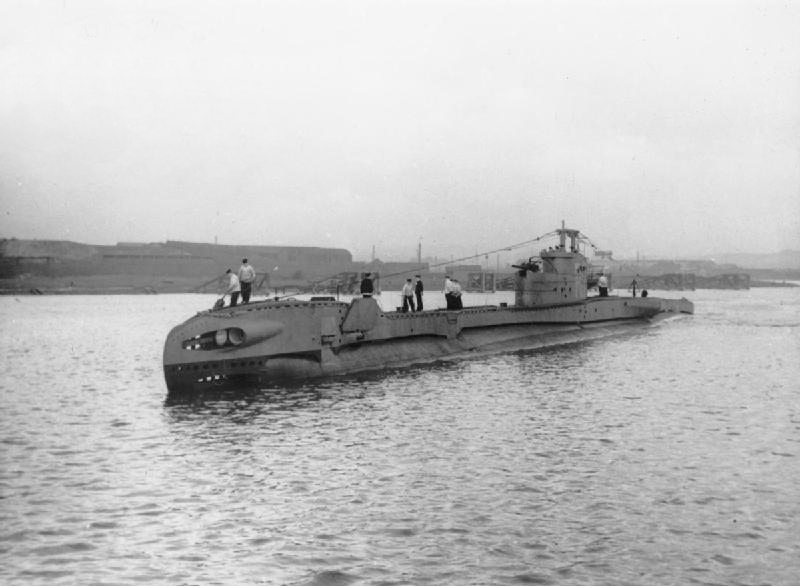
HMS Truculent (P315) kolliderar på Themsen med en svensk tanker i Themsens mynning, varvid 64 personer omkommer

- 1 januari – Sverige får två nya städer, Hagfors stad[1] och Oxelösunds stad.[2]
- 2 januari – Vid svenska juniormästerskapen i boxning segrar 17-årige Ingemar Johansson i tungvikt[3].
- 3 januari – Tryckfrihetskommittén läggs ned.
- 4 januari
  - Israel förklarar Jerusalem som huvudstad i staten Israel.
  - John Lingman blir konsultativt statsråd i Sverige
- 9 januari – 45-årige Jarl Hjalmarson efterträder Fritiof Domö som ordförande för Högerpartiet[4].
- 12 januari – Den brittiska ubåten HMS Truculent kolliderar på Themsen med en svensk tanker i Themsens mynning, varvid 64 personer omkommer[5].
- 15 januari – Sverige erkänner den kommunistiska folkrepubliken Kina[6].
- 17 januari – 11 tjuvar stjäl 2 miljoner dollar från en pansarbil tillhörande The Brink's Company i Boston.
- 22 januari – Svenske kusken Sören Nordin vinner årets Prix d'Amérique i Paris[4].
- 23 januari – Sverige blir medlem av Unesco, FN:s organ för internationellt samarbete inom utbildning, vetenskap, kultur och kommunikation.
- 24 januari – Klaus Fuchs, Tyskfödde brittiske forskaren, går in till Londons War Office och erkänner att han i sju år spionerat för Sovjet, och överlämnat topphemlig data om amerikanska och brittiska kärnvapen till Sovjet;[7]
- 26 januari – I och med ikraftträdandet av den nya författningen blir Indien officiellt republik.
- 29 januari – Författaren Elsa Björkman-Goldschmidt blir ledamot av Samfundet De nio.
- 31 januari – USA:s president Harry S. Truman ger atomenergimyndigheterna i uppdrag att utveckla en vätebomb med "tidigare icke skådad förstörelsepotential"[4], sedan Sovjet 1949 sprängt sin första atombomb.[7]

### Februari

Europeiska radio- och TV-unionen grundas.

- 3 februari- Tyskfödde brittiske forskaren Klaus Fuchs grips för spionage åt Sovjetunionen, får senare 14 års fängelse[8].
- 8 februari – Sveriges första transportutställning öppnas i Eskilstuna.
- 9 februari – Amerikanske senatorn Joseph McCarthy påstår att det finns 207 kommunister på USA:s utrikesdepartement och startar den kommunistjakt han genomdriver med senatsförhör mot utpekade[8].
- 12 februari – Europeiska Radio- och TV-unionen (European Broadcasting Union); (Europeiska radiounionen; EBU) bildas.
- 13 februari – Skandinaviens tre statsministrar sammanträffar i Halmstad för en ekonomisk diskussion.
- 14 februari
  - Vid valtal från Edinburgh, föreslår Winston Churchill "toppförhandlingar" med sovjetiska ledare, och på engelska innebär det att ordet "summit" används för första gången om toppmöten.[9]
  - I Moskva ingår Kina och Sovjetunionen en vänskapspakt[4].
- 18 februari
  - Hörningsholms slott skadas svårt vid en brand
  - Vårfloden i Lidan raserar järnvägsbron i centrala Lidköping
- 20 februari – Det danska passagerarfartyget Kronprins Olav med 108 passagerare och 75 mans besättning eldhärjas.
- 24 februari – Yngve Brilioth utses till ärkebiskop efter Erling Eidem.
- 25 februari – Svenska Europahjälpen upphör efter fyra års verksamhet
- februari – Committee on Slavery invigs av FN.

### Mars
- 1 mars
  - Chiang Kai-shek utropar Republiken Kina på Taiwan[4].
  - En domstol i London dömer tyskfödde fysikern Klaus Fuchs till 14 års fängelse för att ha lämnat ut atomhemligheter till Sovjetunionen[4].
- 3 mars – Polen tillkännager att man avser att utvisa alla tyskar.
- 8 mars
  - Senator Joseph McCarthy inleder jakt på vänstersympatisörer. 80 medlemmar av USA:s utrikesadministration stämplas som "kommunister" och anklagas för "oamerikansk verksamhet"[4].
  - Sovjetunionen tillkännagiver att landet har tillverkat en atombomb.
- 18 mars – Den belgiska regeringen faller då en folkomröstning säger ja till att kung Leopold III får återvända från sin exil.[10]
- 22 mars – Egypten kräver att Storbritannien avlägsnar alla trupper från Suezkanalen.

### April

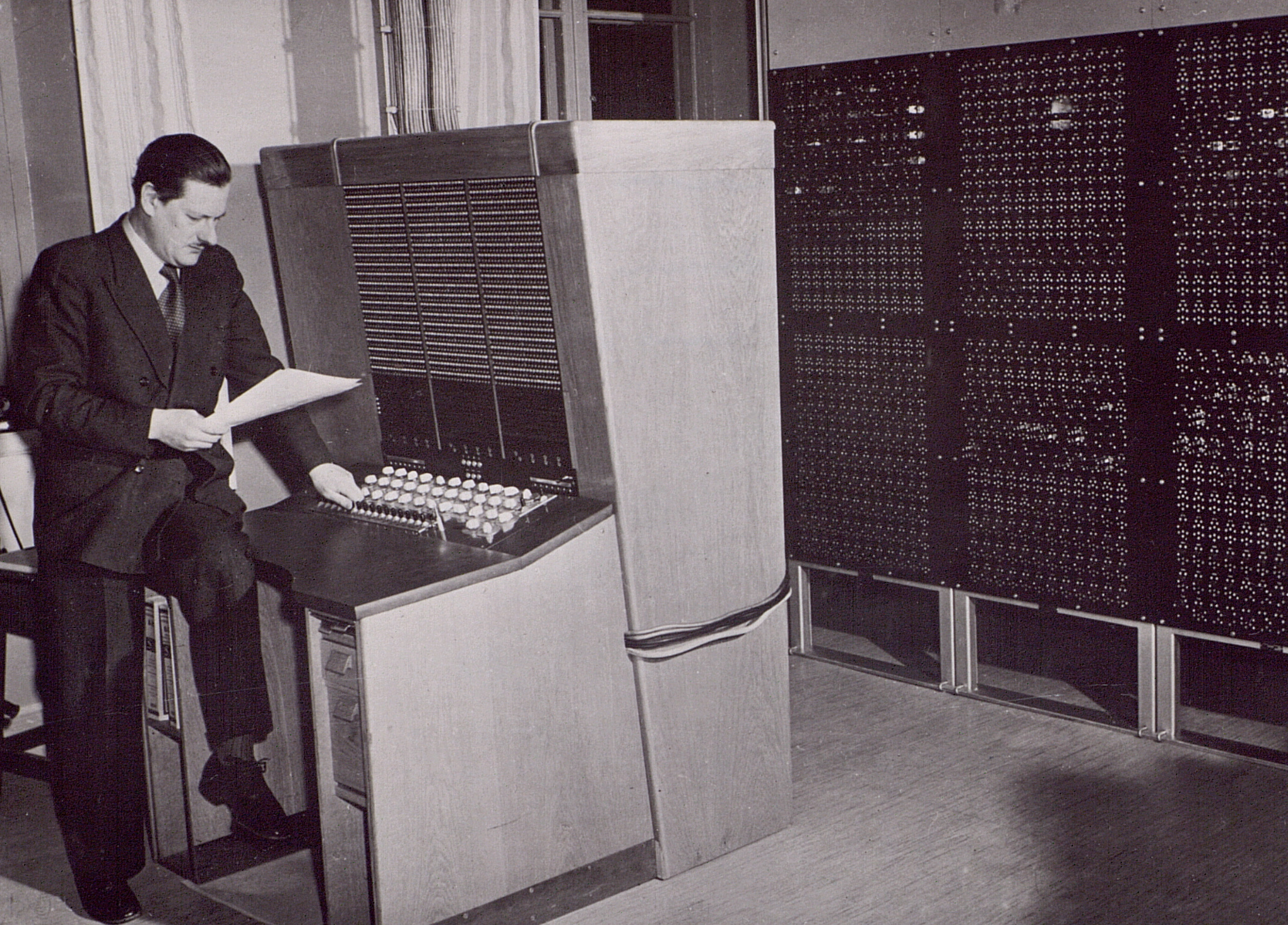
BARK, Sveriges första dator.

- 20 april – Islands nationalteater invigs.
- 24 april
  - Jordanien ockuperar Västbanken
  - Svenska sällskapet för antropologi och geografi tilldelar professor Hans Pettersson, Göteborg, Vegamedaljen för att denne organiserat och genomfört Albatrossexpeditionen.
- 27 april – De svenska arkitekterna Nisse och Kajsa Strinning vinner en tävling utlyst av Svenska Slöjdföreningen och Bonniers folkbibliotek om nytt bokhyllesystem[6].
- 28 april – Sveriges första matematikmaskin, BARK, invigs på Kungliga tekniska högskolan i Stockholm[3]. BARK står för "Binär automatisk relä-kalkylator", och är konstruerad av Conny Palm och Gösta Neovius[6].

### Maj

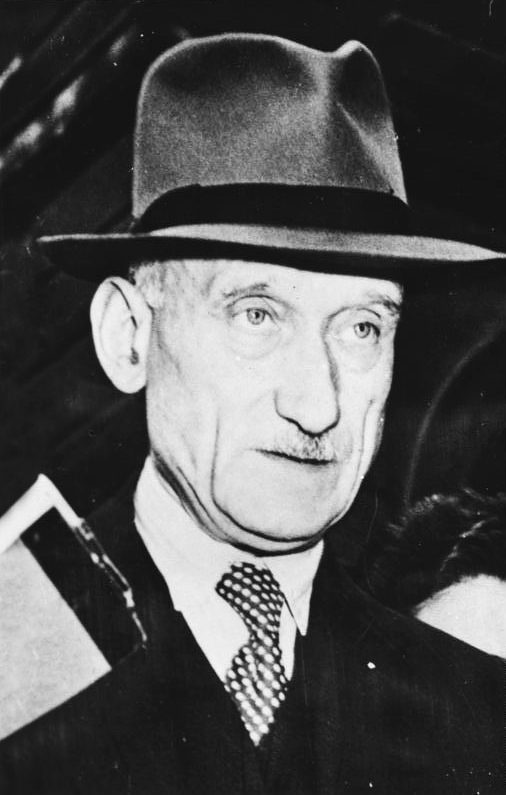
Schumandeklarationen

- 9 maj – Den franske politikern Robert Schuman presenterar en plan för europeiskt samarbete som bland annat går ut på överstatlig kontroll av Frankrikes och Västtysklands kol- och stålproduktion[4].
- Sverige och Kina påbörjar officiella diplomatiska förbindelser, Sverige blir det första landet i världen väster om Kina som har diplomatiska förbindelser med Kina.
- 13 maj
  - Flera svenska tidningar tar upp Kejneaffären, om bland annat påstådd homosexuell pojkprostitution[3]. Pastor Karl-Erik Kejne försöker ingripa mot pojkprostitution i Stockholm. Han förföljs, polisanmäler detta och anmäler kriminell homosexualitet. Kejne misstänker att polisutredningen inte bedrivs korrekt och att det beror på att ett statsråds förhållande till vissa skyddslingar inte avslöjas. En medborgarkommission tillsätts med uppgift att utreda myndigheternas agerande.
  - Formel 1 körs som ett världsmästerskap för första gången. Storbritanniens Grand Prix blir det första loppet.
- 20 maj – Den 33:e Svenska mässan öppnas av Sveriges statsminister Tage Erlander
- 23 maj – Skådespelaren Victor Sjöström får Teaterförbundets guldmedalj för utomordentlig konstnärlig gärning
- 26 maj – Sveriges riksdag beslutar att på sikt införa 9-årig enhetsskola/försöksskola (senare grundskola) i Sverige[4]. Den skall ersätta alla andra skolformer för barn och ungdomar i åldern 7–16 år[3]. Parlamentet är nästan helt enigt[6].

### Juni
- Juni – USA:s president Harry S. Truman ger USA:s 7:e flotta order att förhindra att Folkrepubliken Kina angriper Formosa och att Republiken Kina anfaller Folkrepubliken Kina[11].
- 1 juni – De två största telefonioperatörerna i Mexiko, Teléfonos de Mexico S.A. och Mexican Telephone and Telegraph Company slås samman och Telefonaktiebolaget LM Ericsson blir huvudleverantör
- 8 juni – Hotell Park Avenue invigs i Lorensbergsparken i Göteborg, och betecknas som Europas modernaste[4]. Hotellet har uppförts för att i första hand tillgodose amerikanska turisters krav på god hotellservice
- 13 juni – Josef Oliv utses till intendent vid San Michele på Capri
- 17 juni – Skådespelaren Judy Garland sägs upp av filmbolaget MGM efter många års samarbete.
- 19 juni – Prins Bertil inviger Roslagens Utställning vid havet som till den 9 juli besöks av över 20 000 personer
- 22 juni
  - Det svenskbyggda vikingaskeppet Ormen Friske förliser utanför den tyska ön Helgoland. Samtliga 15 besättningsmän omkommer.
  - John Lingman utnämns till civilminister och chef för det nybildade Civildepartementet som startar sin verksamhet den 1 juli.

Koreakriget.

- 25 juni – Koreakriget utbryter då nordkoreanska trupper går över gränsen till Sydkorea vid 38:e breddgraden[4].
- 27 juni – Sovjetunionen bojkottar tillfälligt FN:s säkerhetsråd, vilket gör att USA lyckas få FN att ingripa militärt i Koreakriget[4].
- 28 juni – Nordkoreanska trupper intar den sydkoreanska huvudstaden Seoul.
- 30 juni – Det svenska Folkhushållningsdepartementet upphör.

### Juli
- 1 juli

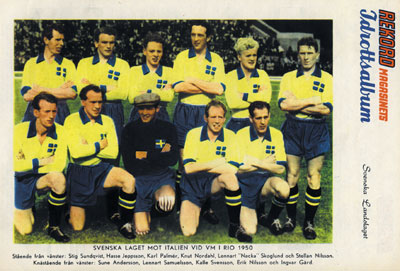
Världsmästerskapet i fotboll hölls i Brasilien. Här syns Sveriges landslag.

  - Det svenska Civildepartementet börjar sin verksamhet.
  - Statsminister Tage Erlander inviger utställningen Expo norr.
  - Den första obligatoriska S-märkningen av elektrisk belysningsarmatur införs.
- 3 juli – Det svenska "Dollartåget" för lyxturister gör sin första veckolånga tur till polcirkeln[3].
- 7 juli
  - Apartheidlagarna införs i Sydafrika[4].
  - Den svenska regeringen ger statspolisintendenten i uppdrag att utreda möjligheterna att utöka övervakningen av misstänkta spioner.
- 16 juli – Uruguay blir världsmästare i fotboll för andra gången då man vinner finalserien före Brasilien och Sverige. Det svenska laget innehåller bland andra 20-årige Lennart "Nacka" Skoglund.[4].
- 17 juli – Amerikanska markstyrkor anländer till Koreahalvön[12].
- 20 juli – Den svenska regeringen fördömer Nordkoreas angrepp på Sydkorea och stödjer FN-insatsen genom att skicka ett fältsjukhus[3].
- 25 juli – Walter Ulbricht utses till östtyska kommunistpartiets generalsekreterare.
- 29 juli – Sveriges riksdag överlämnar en bokgåva om 2500 volymer till Färöarnas lagting.

### Augusti
- 1 augusti – Leopold III av Belgien abdikerar till förmån för sin son Baudouin då han spelat en tvivelaktig roll i andra världskriget[4].
- 4 augusti – ICA köper AB Svea choklad i Norrköping för en hemlig summa
- 15 augusti – En jordbävning och översvämning i Assam i Indien med styrka 8,6 på Richterskalan förorsakar 20-30 000 dödsoffer och gör cirka 5 miljoner människor hemlösa[13].
- 23 augusti – Författaren Olof Lagercrantz utses till kulturchef på DN[6].
- 29 augusti – HMS Barbara förliser vid Böttö i Göteborgs skärgård, 9 kustartillerister omkommer och 11 skadas.
- 31 augusti
  - Jehovas Vittnen förbjuds i Östtyskland, vilket leder till ett stort antal anhållanden och rättegångar.
  - På Sankt Eriks-Mässan i Sverige gör nya plastmaterialet plexiglas sensation[4].
- 31 augusti – Den svenske fotbollsspelaren Lennart "Nacka" Skoglund skriver kontrakt med fotbollsklubben FC Inter i Milano[3].

### September

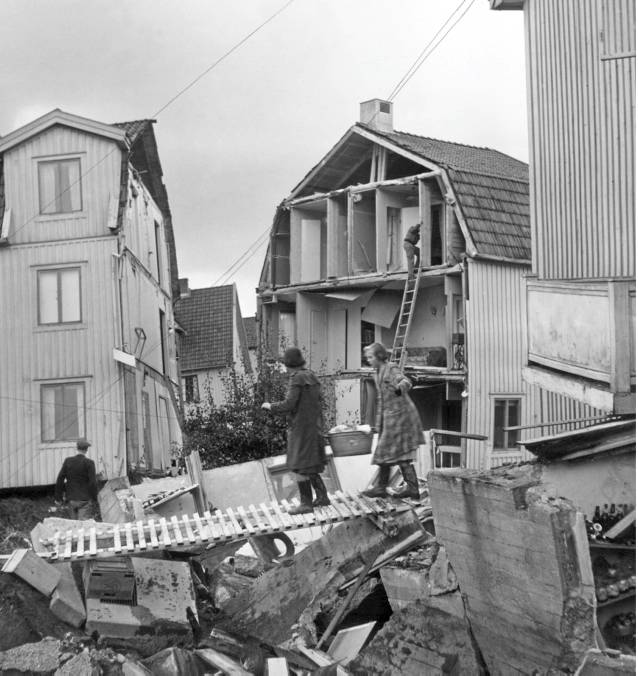
Surteraset

- 15 september – Amerikanska och sydkoreanska trupper landsätts bakom nordkoreanska fronten[12]. Under befäl av general Douglas MacArthur landstiger de i sydkoreanska Incheon, som hålls av de nordkoreanska trupperna.
- 19 september – Västtyskland beslutar att avskeda alla kommunistiska statstjänstemän.
- 22 september – Överståthållare Johan Hagander inviger i Kungsträdgården utställningen Kontakt med försvaret vilken anordnas av FBU. Vid utställningen visas försvarsmateriel värd 60 miljoner kronor, bland annat arméns nya raketgevär m/49 och granatgevär m/48.
- 23 september
  - Skalden Nils Ferlin tilldelas Samfundet De nios stora pris om 10 000 kr
  - Uppsalas nya teater invigs och första uppsättningen är Figaros bröllop
- 29 september – Ett kraftigt jordskred i samhället Surte vid Göta älv drar ner 35 bostadshus med 180 lägenheter i massorna[4]. En person omkommer i olyckan, orsakad av kraftiga regn samt jord- och lermassor i rörelse[6]. 300 personer blir hemlösa i skalvet[8], som börjar klockan 08.10.
- 30 september – FN-trupperna återtar Seoul efter motoffensiv och driver de nordkoreanska soldaterna över gränsen vid 38:e breddgraden, och fortsätter sedan in i Nordkorea.

### Oktober

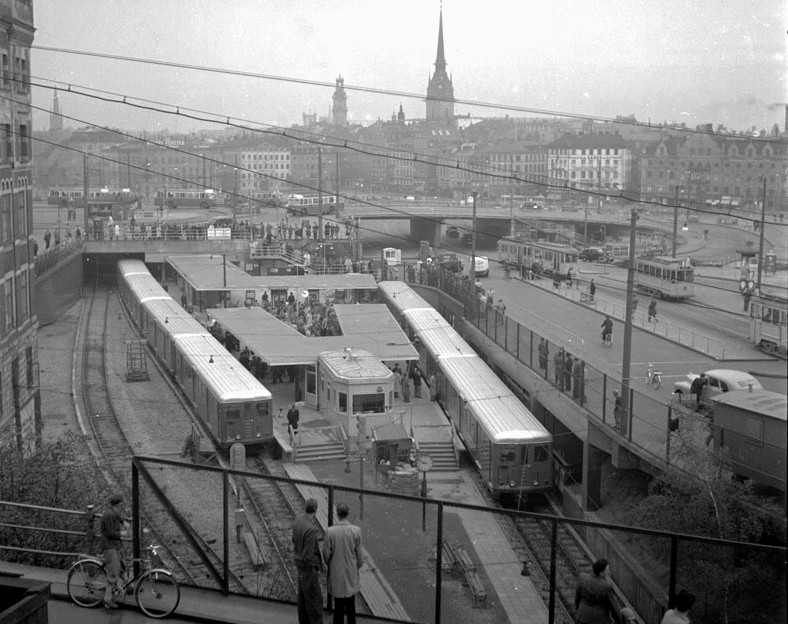
Stockholms tunnelbana invigs.

- Oktober – FN-trupperna når vid slutet av månaden Kinas gräns[8].
- 1 oktober
  - Sydkoreanska soldater överskrider 38:e breddgraden[12].
  - Stockholms första riktiga tunnelbanelinje, Slussen–Hökarängen, invigs[4]. Turen tar 17 minuter[6].
- 2 oktober – Charles M. Schulz tecknade serie Peanuts ("Snobben") publiceras första gången i USA[8].
- 4 oktober – Franska soldater lider svårt nederlag i Franska Indokina[12].
- 7 oktober – Tibet ockuperas av Kina.
- 12 oktober - Lärosätet College of Europe öppnar, Brygge i Belgien. Första med fokus på Europa-studier.
- 15 oktober – Vid de allmänna valen i Östtyskland får kommunisterna 99,7% av rösterna.
- 19 oktober – Så kallade frivilliga trupper från Kina överskrider gränsfloden Yalu mellan Kina och Nordkorea.
- 20 oktober
  - Australien förklarar kommunistpartiet där olagligt.
  - Pyongyang, Nordkorea intas av USA:s soldater[14].
- 24 oktober
  - Amerikanska soldater i Koreakonflikten når Kinas gräns[12].
  - Kinesiska soldater går in i Tibet[12].
- 28 oktober – Nio personer omkommer då en rälsbuss kolliderar med ett persontåg på sträckan Godegård–Mariedamm.
- 29 oktober – Kung Gustaf V av Sverige dör och efterträds som kung av Sverige av sin 67-årige son Gustaf VI Adolf[4]. Gustaf V är vid sin död på Drottningholms slott 92 år gammal[8], och inne på sitt 43:e regeringsår och därmed den regent i Sverige som blivit äldst och regerat längst. Gustaf VI Adolf, som är 67 år, antar valspråket "Plikten framför allt"[6]. Hans fyraårige sonson Carl Gustaf blir kronprins.

### November

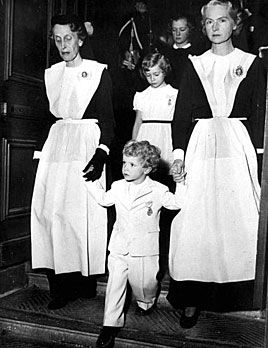
Sveriges kung Gustaf V avlider. Här syns Kronprins Carl Gustaf med drottning Louise (till vänster) och prinsessan Sibylla vid Gustaf V:s begravning.

- 1 november – Påve Pius XII skall ha sett samma Mariauppenbarelse i solen ("Solundret") som först visade sig 1917 i Fátima, Portugal vid Vatikanstaten[15] och upptar en ny dogm för romersk-katolska kyrkan, "Munificentissimus Deus", som säger att Gud tog Marias kropp upp till himlen efter hennes död ("Jungfru Marie himmelsfärd").
- 2 november – Två svenska grammofondirektörer stäms av Edvard Griegs fond för att ha släppt Charlie Normans boogie-woogie-version av Anitras dans[3].
- 5 november – Prins Eugen-medaljen för framstående konstnärlig gärning tilldelas Sigurd Lewerentz och Axel Nilsson.
- 6 november
  - Kinesiska soldater anfaller de USA-dominerade FN-styrkorna i Nordkorea. USA:s president Harry S. Truman hotar med att plocka fram kärnvapen, och general Douglas MacArthur vill anfalla Kina[8].
  - Kung Gustaf VI Adolf övertar regentskapet, sonsonen Carl Gustaf finns med[16].
- 9 november – Gustaf V begravs och blir den siste svenske kungen att begravas i Riddarholmskyrkan.
- 13 november – 58 personer omkommer då ett kanadensiskt flygplan störtar över Grenoble, Frankrike[5].
- 17 november – Ett nytt material, reflex, introduceras i Sverige och väntas få stor betydelse för trafiksäkerheten under de mörka timmarna[3].
- 20 november – Uppsala universitets bibliotek får en bokgåva om 20 000 volymer och 5 000 dissertationer och anses vara en av de mest värdefulla medicinsk-historiska samlingarna skapade av en privatperson.[17].
- 24 november – FN-styrkorna i Koreakonflikten tvingas till reträtt[12].
- 26 november – Kina går med i Koreakriget på Nordkoreas sida.

### December
- December – Kineserna och nordkoreanerna har återtagit kontrollen över området norr om 38:e breddgraden[8].
- 1 december – Biskop Gunnar Hultgren i Visby stift utses till ny biskop i Härnösands stift
- 5 december – FN-trupperna i Koreakriget, ledda av amerikanske generalen Douglas MacArthur, tvingas retirera från Pyongyang när kinesiska och nordkoreanska soldater anfaller[4].
- 6 december – Stjernsunds slott i Närke doneras till Vitterhetsakademien.
- 10 december – Den första offentliga televisionsvisningen i Sverige äger rum i samband med Nobelfesten.
- 20 december – Riksarkivarien Ingvar Andersson tillträder stol 2 i Svenska Akademien
- 30 december – Berliner Stadtschloss i det dåvarande Östberlin, sprängs i luften på order av den östtyska regimen.

### Okänt datum
- Hugh Gaitskell blir Storbritanniens finansminister.
- Sverige undertecknar FN:s deklaration om de mänskliga rättigheterna.
- Karin Kock blir överdirektör för Statistiska centralbyrån.
- Den allmänna svenska sjukförsäkringen skall träda i kraft detta år, men skjuts upp.
- Den svenska beredningen för utländsk arbetskraft lägger ner sig själv.
- Sverige medverkar till att Europarådet antar Europakonventionen.
- Europeisk återuppbyggnad och modernisering ger från runt denna tid Sverige rekordtillväxt fram till 1970-talet[18].
- Sverige ansluter sig till Internationella handelsorganisationen (ITO).
- Det svenska förpackningsföretaget AB Tetra Pak bildas som en fortsättning på Åkerlund & Rausing AB.
- Charlie Parker spelar på Nalen i Stockholm.
- Sveriges befolkning passerar 7-miljonersstrecket.
- De svenska folkpensionerna indexregleras.
- Carl Gunnar Engström uppfinner respiratorn.
- Hammarö köping, Hällefors köping och Storfors köping bildas.
- Den första skolpolisverksamheten i Sverige startar i Stockholm.
- Företaget Ålö-Maskiner grundas i Brännland utanför Umeå och börjar tillverka frontlastare.
- Antalet hembiträden i Sverige, som 1930 uppgick till 145 000, har halverats[19]
- Medicinalstyrelsen föreslår att Sverige förbjuder skolaga[3].
- Svenska Samernas Riksförbund (Sámiid Riikkasearvi, SSR) bildas[3] för att tillvarata samernas ekonomiska och kulturella intressen gentemot svenska myndigheter.
- Sveriges regering tillsätter Kejnekommissionen för att utreda "rättsrötan"[20]

## Födda

### Första kvartalet

#### Januari
- 9 januari
  - David Johansen, amerikansk musiker, sångare i New York Dolls.
  - Wolfgang Rohde, tysk musiker, trummis i Die Toten Hosen 1986–1999.
- 11 januari – Lars-Erik Lövdén, svensk socialdemokratisk politiker, biträdande finansminister 1998–2004.
- 12 januari – Sheila Jackson Lee, amerikansk demokratisk politiker.
- 13 januari – Clive Betts, brittisk parlamentsledamot för Labour.
- 18 januari – Gilles Villeneuve, kanadensisk racerförare.
- 20 januari – Mahamane Ousmane, president i Niger, 1993–1996.
- 21 januari
  - Gary Locke, amerikansk demokratisk politiker.
  - Ole Ränge, svensk skådespelare.
- 23 januari
  - Richard Dean Anderson, amerikansk skådespelare, känd från TV-serien MacGyver.
  - Danny Federici, amerikansk musiker.
  - Kerstin Hellström, svensk skådespelare och teaterregissör.
- 24 januari – Daniel Auteuil, fransk skådespelare.
- 26 januari
  - Ivan Hlinka, tjeckisk ishockeyspelare och tränare.
  - Jörg Haider, österrikisk politiker.
- 27 januari – Hans Harnesk, svensk rekvisitör och skådespelare.
- 28 januari – Per Waldvik, svensk skådespelare, producent och utbildningsledare.
- 29 januari – Jody Scheckter, sydafrikansk racerförare.
- 30 januari – Trinidad Silva, amerikansk skådespelare.
- 31 januari – Alessandro Benvenuti, italiensk skådespelare.

#### Februari
- 1 februari – Kazimierz Nycz, polsk romersk-katolsk präst, ärkebiskop av Warszawa.
- 2 februari – Barbara Sukowa, tysk skådespelare.
- 3 februari – Pamela Franklin, amerikansk skådespelare.
- 5 februari – Claes Månsson, svensk skådespelare.
- 6 februari – Natalie Cole, amerikansk sångerska.
- 10 februari – Mark Spitz, amerikansk flerfaldig olympisk guldmedaljör i simning.
- 12 februari
  - Michael Ironside, kanadensisk skådespelare.
  - João W. Nery, brasiliansk författare.
- 13 februari
  - Peter Gabriel, brittisk musiker.
  - Eva Remaeus, svensk skådespelare.
- 15 februari – Gustav Svensson, svensk missbrukare som blev känd genom dokumentären Dom kallar oss mods.
- 16 februari – Peter Hain, brittisk parlamentsledamot för Labour.
- 18 februari
  - John Hughes, amerikansk regissör, manusförfattare och filmproducent.
  - Cybill Shepherd, amerikansk skådespelare.
- 21 februari
  - Larry Drake, amerikansk skådespelare.
  - Alf R. Jacobsen, norsk journalist och författare.
  - Håkan Nesser, svensk författare, manusförfattare och lärare.
- 22 februari
  - Ellen Greene, amerikansk skådespelare.
  - Miou-Miou, fransk skådespelare.
  - Julie Walters, brittisk skådespelare.
- 26 februari – Helen Clark, nyzeeländsk politiker, premiärminister.

#### Mars
- 4 mars – Billy Gibbons, gitarrist i ZZ Top.
- 11 mars – Bobby McFerrin, amerikansk sångare
- 13 mars – William H. Macy, amerikansk skådespelare.
- 16 mars – Tom Ahlsell, svensk skådespelare.
- 17 mars – Rex Brådhe, svensk skådespelare och regissör.
- 18 mars – Brad Dourif, amerikansk skådespelare.
- 20 mars – William Hurt, amerikansk skådespelare.
- 21 mars – Sergej Lavrov, rysk politiker, utrikesminister från 2004.
- 26 mars
  - Alan Silvestri, amerikansk filmmusik-kompositör.
  - Martin Short, amerikansk skådespelare.
- 29 mars – Catti Edfeldt, svensk regissör, manusförfattare och skådespelare.
- 30 mars
  - Gerry Connolly, amerikansk demokratisk politiker, kongressledamot 2009-.
  - Robbie Coltrane, brittisk skådespelare.
  - David Janson, brittisk skådespelare.

### Andra kvartalet

#### April
- 2 april – Lynn Westmoreland, amerikansk republikansk politiker.
- 4 april – Christine Lahti, amerikansk skådespelare.
- 5 april
  - Marie Ahl, svensk skådespelare.
  - Agnetha Fältskog, svensk artist och medlem i Abba.
  - Harpo, svensk popmusiker.
- 10 april
  - René Gothóni, finländsk religionsvetare.
  - Johan Thorén, svensk stuntman och TV-person.
- 12 april – David Cassidy, amerikansk skådespelare och sångare.
- 13 april – Ron Perlman, amerikansk skådespelare.
- 15 april – Eva Fritjofson, svensk skådespelare.
- 18 april – Barbara O'Brien, amerikansk demokratisk politiker.
- 20 april – Aleksandr Lebed, rysk politiker.
- 25 april
  - Staffan Scheja, svensk musiker (pianist).
  - Peter Jurasik, amerikansk skådespelare.
- 26 april – Sture Bergwall, svensk brottsling.
- 28 april – Jay Leno, amerikansk komiker och pratshowvärd, The Tonight Show.
- 29 april – Debbie Stabenow, amerikansk demokratisk politiker, senator 2001-.

#### Maj
- 1 maj – Dann Florek, amerikansk skådespelare.
- 2 maj
  - Bianca Jagger, nicaraguansk politisk aktivist, gift med Mick Jagger 1971–1979.
  - Scott McCallum, amerikansk republikansk politiker, guvernör i Wisconsin 2001–2003.
- 3 maj – Viktor Friberg, svensk skådespelare.
- 10 maj – Fernando Pereira, nederländsk fotograf.
- 12 maj
  - Bruce Boxleitner, amerikansk skådespelare.
  - Gabriel Byrne, amerikansk skådespelare.
  - Harry Goldstein, svensk skådespelare och regissör.
- 13 maj
  - Hans Wiktorsson, svensk skådespelare och musiker, mest känd som Kurt Olssons kompanjon Arne.
  - Stevie Wonder, amerikansk sångare, musiker.
- 14 maj – Jackie Speier, amerikansk demokratisk politiker.
- 15 maj – Nicholas Hammond, amerikansk skådespelare.
- 17 maj – Keith Bradley, brittisk parlamentsledamot för Labour.
- 22 maj – Bernie Taupin, brittisk-amerikansk textförfattare, poet, musiker och sångare.
- 23 maj
  - William Barr, amerikansk republikansk politiker, USA:s justitieminister 1991–1993.
  - Beatrice Järås, svensk skådespelare
- 24 maj – Thomas DeSimone, amerikansk gangster.
- 29 maj
  - Göran Carmback, svensk regissör.
  - Rebbie Jackson, amerikansk sångerska, medlem i The Jacksons.
- 30 maj – Jan van der Schaaf, svensk operasångare.
- 31 maj – Tom Berenger, amerikansk skådespelare och producent.

#### Juni
- 1 juni
  - Gemma Craven, brittisk skådespelare och sångare.
  - John M. Jackson, amerikansk skådespelare.
- 3 juni – Suzi Quatro, amerikansk sångerska och basist.
- 8 juni – Alex Van Halen, trummis i Van Halen.
- 13 juni – Nick Brown, brittisk parlamentsledamot för Labour, jordbruksminister 1998–2001.
- 13 juni – Rowan Williams, 104:e ärkebiskopen av Canterbury.
- 18 juni
  - Mike Johanns, amerikansk republikansk politiker.
  - Barbro Smeds, finlandssvensk författare, dramaturg och teaterregissör.
- 21 juni – Joey Kramer, amerikansk musiker, trummis i Aerosmith.
- 26 juni – Carl Zetterström, svensk författare, skribent, kåsör och konstnär.
- 28 juni – Mauricio Rojas, svensk liberal politiker och docent, riksdagsledamot från 2002.
- 29 juni – Jo Ann Davis, amerikansk republikansk politiker, kongressledamot 2001–2007.
- 30 juni
  - Leonard Whiting, brittisk politiker.
  - Urban Strand, svensk tidigare barnskådespelare.

### Tredje kvartalet

#### Juli
- 1 juli – David Duke, amerikansk antifeminist, författare och politiker.
- 2 juli
  - Agneta Eckemyr, svensk skådespelare och modefotograf.
  - Annika Thor, svensk författare och bibliotekarie.
- 9 juli – Viktor Janukovytj, ukrainsk politiker, Ukrainas president 2010–2014.
- 10 juli – Tony Baldry, brittisk parlamentsledamot för Conservative.
- 12 juli – Eric Carr, medlem i rockbandet KISS.
- 14 juli – Nobert Kröcher, tysk terrorist.
- 13 juli – David Duke, tidigare stormästare av Ku Klux Klan.
- 15 juli – Bengt Assarsson, svensk nationalekonom.
- 18 juli
  - Richard Branson, brittisk entreprenör, miljardär och äventyrare, grundare av Virgin.
  - Naseeruddin Shah, indisk skådespelare.
  - Mark Souder, amerikansk republikansk politiker.
- 27 juli – Claes Eriksson, svensk revyartist, medlem i Galenskaparna & After Shave.
- 31 juli – Anita Molander, svensk skådespelare.

#### Augusti
- 1 augusti – Árni Þórarinsson, isländsk författare.
- 3 augusti – John Landis, amerikansk skådespelare, regissör, producent och manusförfattare.
- 6 augusti – Dorian Harewood, amerikansk skådespelare.
- 14 augusti – Gary Larson, amerikansk skämttecknare.
- 15 augusti
  - Anne av Storbritannien, brittisk prinsessa.
  - Hans Johansson, svensk teolog, predikant och författare.
- 16 augusti – Jack Unterweger, österrikisk seriemördare.
- 22 augusti
  - Rolf Allan Håkanson, svensk scenograf och formgivare
  - Toshiro Suga, japansk skådespelare.
- 23 augusti – Saeed Hooshidar, svensk dansare, koreograf och skådespelare.
- 26 augusti – Ingela Forsman, svensk musiker.
- 28 augusti – Silvio Baracchini, italiensk vattenpolospelare.
- 29 augusti – Dave Reichert, amerikansk republikansk politiker, kongressledamot 2005–2019.

#### September
- 3 september
  - Miro Barešić, kroatisk nationalist. (död 1991)
  - Thomas M. Reynolds, amerikansk republikansk politiker, kongressledamot 1999–2009.
- 6 september – Sylvia Garcia, amerikansk demokratisk politiker, kongressledamot 2019–.
- 8 september
  - Ian Davidson, brittisk parlamentsledamot för Labour 1992–2015.
  - Mike Simpson, amerikansk republikansk politiker, kongressledamot 1999-.
- 10 september – Joe Perry, amerikansk musiker, gitarrist i Aerosmith.
- 11 september – Amy Madigan, amerikansk skådespelare.
- 13 september – Włodzimierz Cimoszewicz, polsk politiker.
- 14 september – Monica Forsberg, svensk textförfattare och sångerska.
- 15 september
  - Elisabeth Tarras-Wahlberg, svensk hovmarskalk, hovets informationschef 1995–2004.
  - Alan Whitehead, brittisk parlamentsledamot för Labour Party 1997–2024.
- 16 september
  - Barbro Christenson, svensk skådespelare.
  - Jo Ann Emerson, amerikansk republikansk politiker.
- 17 september – Narendra Modi, indisk politiker, Indiens premiärminister 2014-.
- 18 september
  - Shabana Azmi, indisk skådespelare.
  - Chris Heister, svensk moderat politiker och ämbetsman.
- 19 september – Erkki Liikanen, finländsk politiker, EU-kommissionär 1999–2004, chefdirektör för Finlands Bank 2004-.
- 20 september
  - Loredana Bertè, italiensk musiker.
  - Gábor Csapó, ungersk vattenpolospelare. (död 2022)
- 21 september
  - Charles Clarke, brittisk politiker inom Labour Party.
  - Bill Murray, amerikansk skådespelare.
- 24 september
  - Charlotte Atkins, brittisk parlamentsledamot för Labour.
  - Kristina Wayborn, svensk skådespelare.
- 30 september – Victoria Tennant, brittisk skådespelare.

### Fjärde kvartalet

#### Oktober
- 5 oktober – Jeff Conaway, amerikansk skådespelare.
- 10 oktober – Johan Lindell, svensk skådespelare.
- 11 oktober
  - Amos Gitai, israelisk regissör.
  - Patty Murray, amerikansk demokratisk politiker, senator 1993-
- 12 oktober – Nigel Waterson, brittisk parlamentsledamot för Conservative från 1992.
- 15 oktober – Malou Berg, svensk artist.
- 16 oktober – Charles Marvin Green, amerikansk internetpersonlighet.
- 18 oktober – Om Puri, indisk skådespelare.
- 19 oktober – Cecilia Hjalmarsson, svensk skådespelare.
- 20 oktober
  - Chris Cannon, amerikansk republikansk politiker, kongressledamot 1997–2009.
  - Tom Petty, amerikansk rockmusiker.
  - William Russ, amerikansk skådespelare.
- 22 oktober
  - Bill Owens, amerikansk republikansk politiker, guvernör i Colorado 1999–2007.
  - Pawan Kumar Chamling, indisk politiker, chefsminister i Sikkim från 1995.
- 26 oktober – Pavel Trávnicek, tjeckisk skådespelare.
- 29 oktober - Katarina Jakobsson, svenskt mordoffer
- 30 oktober
  - Lamine Dieng, svensk skådespelare, dansare och konstnär.
  - John Doolittle, amerikansk republikansk politiker, kongressledamot 1991–2009.
- 31 oktober
  - John Candy, amerikansk-kanadensisk skådespelare.
  - Zaha Hadid, brittisk dekonstruktivistisk arkitekt.

#### November
- 1 november – Robert B Laughlin, amerikansk fysiker, nobelpristagare.
- 4 november – Ingela Sahlin, svensk skådespelare.
- 5 november – Thorbjørn Jagland, norsk politiker.
- 7 november – Marvin Yxner, svensk skådespelare.
- 10 november – Debra Hill, amerikansk filmproducent och manusförfattare.
- 11 november – Terry Rooney, brittisk parlamentsledamot för Labour.
- 21 november – Alberto Juantorena, kubansk friidrottare.
- 22 november
  - Marie de Geer, svensk skådespelare.
  - Steve Van Zandt, amerikansk skådespelare och musiker.
- 24 november
  - Marco Biagi, italiensk professor.
  - Bob Burns, amerikansk musiker, medlem i Lynyrd Skynyrd.
- 26 november – Bengt Magnusson, svensk TV-journalist.
- 28 november – Ed Harris, amerikansk skådespelare.

#### December
- 1 december – Ueli Maurer, schweizisk politiker, ordförande i Schweiziska folkpartiet.
- 8 december
  - Ulf Ekman, grundare av Livets Ord.
  - San Malmström, svensk produktionssekreterare, regiassistent och manusförfattare.
- 10 december – John Boozman, amerikansk republikansk politiker.
- 12 december
  - Anna Carlson, svensk skådespelare.
  - Duane Chase, amerikansk skådespelare, Kurt von Trapp i Sound of Music.
- 11 december – Christina Onassis, dotter till Aristoteles Onassis.
- 13 december – Tom Vilsack, amerikansk demokratisk politiker, guvernör i Iowa 1999–2007, jordbruksminister 2009–2017 och 2021–.
- 14 december – Vicki Michelle, brittisk skådespelare.
- 18 december – Randy Castillo, amerikansk musiker, trummis åt Ozzy Osbourne.
- 21 december – Howard Drossin, amerikansk musiker, artist, skådespelare och dramatiker.
- 23 december
  - Michael C. Burgess, amerikansk republikansk politiker och läkare.
  - Richard Dannatt, brittisk general och chef för British Army.
- 29 december – Jon Polito, amerikansk skådespelare.

## Avlidna

### Första kvartalet

#### Januari
- 2 januari – Emil Jannings, 65, tysk skådespelare.
- 5 januari – Arvid Lidén, 68, svensk ämbetsman, landshövding i Kalmar län 1938–1947.
- 15 januari – Henry "Hap" Arnold, 63, amerikansk flygmilitär.
- 16 januari – Gustav Krupp von Bohlen und Halbach, 79, tysk industriman.
- 17 januari – Henry J. Allen, 81, amerikansk republikansk politiker, guvernör i Kansas 1919–1923, senator 1929–1930.
- 18 januari – Karl Johan Ekman, 86, svenskt hovrättsråd.
- 21 januari – George Orwell, 46, brittisk författare[4].
- 23 januari – Vasil Kolarov, 72 bulgarisk politiker, regeringschef 1949–1950.

#### Februari
- 1 februari – Harry Blomberg, 56, svensk författare.
- 2 februari – Karl Seitz, 80, Österrikes förste förbundspresident.
- 4 februari
  - Erik Bergvall, 69, svensk idrottsledare.
  - Montagu Norman, 78, brittisk ekonom.
- 9 februari – Robert Ljunglöf, 64, svensk finansman.
- 13 februari – Rafael Sabatini, 74, brittisk författare.
- 14 februari
  - Karl Guthe Jansky, 44, amerikansk fysiker.
  - Arthur Lindhagen, 65, svensk jurist, president för Svea hovrätt.
  - Fritz Thorén, 50, svensk författare.
- 16 februari – Johannes Hjelmslev, 76, dansk matematiker.
- 22 februari – Eva Neander, 28, svensk författare.
- 25 februari – Cally Monrad, 70, norsk sångerska.
- 26 februari – George R. Minot, 64, amerikansk läkare, nobelpristagare.
- 27 februari – Yvan Goll, 58, tysk-fransk (tvåspråkig) judisk författare.

#### Mars
- 4 mars – Johanne Dybwad, 82, norsk skådespelare.
- 6 mars – Albert Lebrun, 78, fransk politiker, Frankrikes president 1932–1940.
- 12 mars – Heinrich Mann, 78, tysk författare.
- 18 mars – Sir Norman Haworth, 67, brittisk kemist, nobelpristagare.
- 19 mars – Edgar Rice Burroughs, 74, amerikansk författare, Tarzan.
- 24 mars
  - Alfred Andersson, 84, svensk lantbrukare och politiker (liberal).
  - Harold Laski, 56, brittisk politiker och professor.
  - James Rudolph Garfield, 84, amerikansk politiker.
- 28 mars – Laurence Steinhardt, 57, amerikansk diplomat.
- 30 mars – Léon Blum, 77, fransk politiker, ordförande i Frankrikes provisoriska regering 1946–1947.

### Andra kvartalet

#### April
- 3 april
  - Kurt Weill, 50, tysk-amerikansk kompositör.
  - Adolf Wiklund, 70, svensk tonsättare.
- 4 april
  - Walter Huston, 67, amerikansk skådespelare.
  - Hugo Jacobson, 58, svensk operettsångare och skådespelare.
- 5 april – William Farre, 75, norsk musiker.
- 7 april – Walter Huston, 67, kanadensisk-amerikansk skådespelare.
- 8 april – Wacław Niżyński, 61, polsk-rysk danskonstnär.
- 11 april – Bainbridge Colby, 80, amerikansk demokratisk politiker, USA:s utrikesminister 1920–1921.
- 30 april – Wincenty Rzymowski, 66, polsk politiker.

#### Maj
- 1 maj – Sigfrid Lindström, 58, svensk författare, känd under pseudonymen Tristan.
- 5 maj – Martin Lamm, 69, ledamot av Svenska akademien.
- 6 maj – Agnes Smedley, 58, amerikansk journalist, författare och aktivist.
- 13 maj – Hermann von Fischel, 63, tysk sjömilitär.
- 16 maj – Sanfrid Neander-Nilsson, 52, svensk arkeolog, författare och tidningsman.
- 20 maj – Ossian Elgström, 66, svensk konstnär och författare.
- 21 maj – Harry L. Davis, 72, amerikansk republikansk politiker, guvernör i Ohio 1921–1923.
- 23 maj – Axel von Sneidern, 74, svensk landshövding.
- 24 maj – Archibald Wavell, 67, brittisk militär och vicekung i Indien.
- 28 maj – Thor Modéen, 52, svensk skådespelare och komiker[3].
- 30 maj – Fredrik Winblad von Walter, 93, svensk militär.

#### Juni
- 1 juni – Eugène von Rosen, 79, svensk greve och överceremonimästare.
- 5 juni – Rudolph Tegner, 76, dansk skulptör.
- 10 juni – Lewis L. Morgan, 74, amerikansk demokratisk politiker, kongressledamot 1912–1917.
- 12 juni – Sir Henry Harwood, 62, brittisk amiral.
- 16 juni – Wanda Rothgardt, 45, svensk skådespelare.
- 29 juni – Melitta Bentz, 77, tysk entreprenör.

### Tredje kvartalet

#### Juli
- 1 juli
  - Émile Jaques-Dalcroze, 84, schweizisk kompositör och musikpedagog.
  - Eliel Saarinen, 76, finländsk arkitekt och stadsplanerare.
- 11 juli – Lauri Tanner, 59, finländsk gymnast och fotbollsspelare.
- 15 juli – Emile Stiebel, 74, svensk operasångare och skådespelare.
- 17 juli – Evangeline Booth, 84, brittisk-amerikansk frälsningssoldat, Frälsningsarméns general 1934–1939.
- 21 juli – Adolf Lichtenstein, 65, svensk professor och sjukhuschef.
- 21 juli – John C. Woods, 39, amerikansk sergeant och skarprättare.
- 22 juli – William Lyon Mackenzie King, 75, kanadensisk politiker.
- 23 juli
  - Toivo Haapanen, 61, finländsk professor.
  - Shigenori Togo, 67, japansk politiker.

#### Augusti
- 3 augusti – Georg Høeberg, 77, dansk musiker.
- 7 augusti – Thorsten Jonsson, 40, svensk journalist, kulturchef i Dagens Nyheter.
- 8 augusti – Nikolaj Mjaskovskij, 69, rysk kompositör.
- 10 augusti – Frederik Schyberg, 44, dansk teater- och litteraturkritiker.
- 17 augusti – Black Elk, 86, indiansk medicinman.
- 20 augusti – Frank L. Smith, 82, amerikansk republikansk politiker.
- 24 augusti – Ernst Wiechert, 63, tysk författare.
- 26 augusti – Ransom Eli Olds, 86, amerikansk industripionjär.
- 27 augusti – Torsten Bohlin, 60, svensk teolog, biskop i Härnösands stift 1935–1950.
- 29 augusti – Aline Grönberg, 78, finländsk affärskvinna.
- 30 augusti – Harald Åkerberg, 66, svensk politiker, första kammarens andre vice talman.

#### September
- 2 september – Edward H. Moore, 78, amerikansk republikansk politiker, senator 1943–1949.
- 11 september – Jan Christian Smuts, 80, sydafrikansk fältmarskalk och politiker.
- 17 september – Halfdan Christensen, 76, norsk skådespelare.
- 22 september – Ralph Lawrence Carr, 62, amerikansk republikansk politiker, guvernör i Colorado 1939–1943.
- 26 september – Ewald Dahlskog, 56, svensk konstnär.

### Fjärde kvartalet

#### Oktober
- 5 oktober – Axel Sjöberg, 83, svensk konstnär och författare.
- 15 oktober – Johan Taikon, romsk smed och historieberättare
- 19 oktober – Ove Hofman-Bang, 75, svensk professor.
- 20 oktober – Ilmari Bonsdorff, 71, finländsk geodet och professor.
- 23 oktober – Al Jolson, 64, amerikansk sångare och skådespelare.
- 28 oktober – Ludvig Stavenow, 86, svensk professor i historia.
- 29 oktober
  - Gustaf V, 92, kung av Sverige sedan 1907[3].
  - Maurice Costello, 73, amerikansk skådespelare.
- 31 oktober – Octávio Pinto, 59, brasiliansk arkitekt och kompositör.

#### November
- 1 november – Heinrich Tessenow, 74, tysk arkitekt.
- 2 november – George Bernard Shaw, 94, irländsk dramatiker, nobelpristagare.
- 3 november
  - Emil Holm, 83, danska radions grundare.
  - Kuniaki Koiso, 70, japansk politiker.
- 4 november – Theodor Duesterberg, 75, tysk politiker.
- 8 november – Frederik Poulsen, 74, dansk arkeolog och konsthistoriker.
- 12 november
  - Charles G. Dawes, 85, amerikansk politiker, vicepresident 1925–1929 och nobelpristagare.
  - Alexandros Diomidis, 75, grekisk politiker.
- 13 november – Gösta Forssell, 74, svensk professor i medicinsk radiologi.
- 16 november – Robert Holbrook Smith, 71, amerikansk läkare, en av grundarna av Anonyma Alkoholister.
- 20 november – Erling Drangsholt, 65, norsk skådespelare.
- 21 november – Nils Hörner, 54, svensk geolog.
- 22 november – Elvin Ottoson, 70, svensk sångare, skådespelare och regissör.
- 26 november – Hedwig Courths-Mahler, 83, tysk författare.
- 27 november – James Braid, 80, skotsk professionell golfspelare.

#### December
- 1 december – Ernest John Moeran, 55, brittisk kompositör.
- 2 december – Dinu Lipatti, 33, rumänsk pianist.
- 4 december – Gustaf Ljunggren, 61, svensk teolog, biskop i Skara 1935–1950.
- 5 december – Sven Kjellström, 75, svensk violinist och professor.
- 8 december – Georges Metaxa, 56, rumänsk-amerikansk skådespelare.
- 10 december – Riad Solh, 56, libanesisk politiker.
- 11 december – Anna Branting, 95, svensk författare.
- 12 december – Peter Fraser, 66, nyzeeländsk politiker.
- 13 december – Abraham Wald, 48, rumänsk statistiker och nationalekonom.
- 15 december – Vallabhbhai Patel, 75, indisk politiker.
- 19 december – Théodore Steeg, 82, fransk politiker.
- 21 december
  - Jan Piłsudski, 74, polsk jurist och politiker.
  - Konrad von Preysing, 70, romersk-katolsk ärkebiskop i Berlin.
- 25 december – Jakob Petrén, 78, svensk professor i bergskemi och metallurgi.
- 26 december – John W. Harreld, 78, amerikansk republikansk politiker, senator 1921–1927.
- 29 december – Bertil Bull Hedlund, 57, svensk konstnär.
- 30 december – Cleveland Dear, 62, amerikansk demokratisk politiker, kongressledamot 1933–1937.
- 31 december
  - Karl Renner, 80, österrikisk politiker, Österrikes förbundspresident 1945–1950.
  - Daniel F. Steck, 69, amerikansk demokratisk politiker, senator 1926–1931.
- Christian Ingerslev Baastrup, 65, dansk radiolog.

## Nobelpris[21]
- Fysik – Cecil Powell, Storbritannien
- Kemi
  - Otto Diels, Västtyskland
  - Kurt Alder, Västtyskland
- Medicin
  - Edward C Kendall, USA
  - Tadeus Reichstein, USA
  - Philip S Hench, USA
- Litteratur – Earl Bertrand Russell, Storbritannien
- Fred – Ralph Bunche, USA

### Fotnoter
1. ↑  ”Hagfors stadshistoria”. Arkiverad från originalet den 12 augusti 2010. https://web.archive.org/web/20100812034522/http://www.kulturarvvarmland.se/pdf/Hagfors%20-%20stadshistoria.pdf. Läst 12 april 2011.
2. ↑  ”Intervju med Mauritz Nyberg, 78 år”. 20 juni 1972. Arkiverad från originalet den 9 november 2012. https://web.archive.org/web/20121109164840/http://www.oxelosund.se/fileadmin/KFK/Oxeloesundsportalen/Intervju_med_Mauritz_Nyberg_78_aar.pdf. Läst 12 april 2011.
3. 1 2 3 4 5 6 7 8 9 10 11 12 13  Hundra år i Sverige – 1950, Hans Dahlberg, Albert Bonniers, 1999
4. 1 2 3 4 5 6 7 8 9 10 11 12 13 14 15 16 17 18 19 20 21  20:e århundrades När Var Hur – 1950, Bernt Himmelstedt, Forum, 1999
5. 1 2  Faktakalendern 1996, Semic, 1995
6. 1 2 3 4 5 6 7 8  Sverige 1900-talet – 1950, NE, Bra Böcker, 2000
7. 1 2  "Year by Year 1950" – History Channel International
8. 1 2 3 4 5 6 7 8  100 år med Aftonbladet – 1950, 1999
9. ↑  Kynaston, David (2007). Austerity Britain 1945-51. London: Bloomsbury. sid. 385. ISBN 978-0-7475-7985-4
10. ↑  ”1950: Government falls as Belgians vote for king”. BBC News. 18 mars 1950. http://news.bbc.co.uk/onthisday/hi/dates/stories/march/18/newsid_2840000/2840237.stm.
11. ↑  Grimmett, Richard F. (5 oktober 2004). ”Instances of Use of United States Armed Forces Abroad, 1798 – 2004”. Naval History and Heritage Command. https://www.history.navy.mil/research/library/online-reading-room/title-list-alphabetically/i/use-of-armed-forces-abroad-1798-2004.html.
12. 1 2 3 4 5 6 7  Faktakalendern 2000 – 1950 (Utlandet), Semic, 1999
13. ↑  Faktakalendern 2006, Semic, 2005
14. ↑  ”Det hände i dag”. http://webnews.textalk.com/se/calendar.php?id=9747&type=month&ds=20101020&list=true.
15. ↑  Pelletier, Joseph (1983). The Sun Danced at Fatima. New York: Doubleday. sid. 150, 151
16. ↑  75 år Sverige, Carl-Adam Nycop, Bokförlaget Bra böcker, 1976, sidan 162 – Gustaf Adolf tröstade Carl Gustaf
17. ↑  Svenska Dagbladets årsbok 1950
18. ↑  Sverige 1900-talet – I industrialismens era, NE, Bra Böcker, 2000
19. ↑  ”Kvinnor i arbete – Arbetaryrken”. http://www.ub.gu.se/kvinn/portaler/arbete/arbetare/?initLang=1.
20. ↑  Sverige 1900-talet – Är du likaberättigad, lilla vän?, NE, Bra Böcker, 2000
21. ↑  ”Nobelpriset”. https://www.nobelprize.org/prizes/lists/all-nobel-prizes/. Läst 10 april 2011.